# Energia nucleare nelle Filippine
Le Filippine nel 1984 decisero di non avviare la loro prima centrale elettro-nucleare appena ultimata, sita a Bataan, presso Manila, e costruita (con un costo di quasi 3 miliardi di dollari) dall'americana Westinghouse ai tempi della dittatura Marcos. Nel 2004 il presidente Gloria Macapagal-Arroyo ha reso pubblici i progetti di conversione di tale centrale in un impianto alimentato a gas ma la cosa non ha avuto successivamente alcun seguito. Al contrario, il 22 gennaio 2009 un gruppo di parlamentari del Congresso filippino ha visitato l'impianto in vista di una sua prossima riapertura. La proposta di legge in tal senso ha già raccolto l'adesione di 190 deputati su 238.

## Centrali elettronucleari
Tutti i dati della tabella sono aggiornati a marzo 2010
| Reattori dismessi |                    |           |                    |                                      |             |              |
| Centrale | Potenza netta (MW) | Tipologia | Inizio costruzione | Allacciamento alla rete              | Dismissione | Costo        |
| Bataan | 621                | PWR       | 1976               | Mai avviato per cambiamenti politici | 1986        | 2.3miliardi$ |
| Totale programmati: 1 reattori per complessivi 621 MW |                    |           |                    |                                      |             |              |
| NOTE: - La normativa in vigore prevede la possibilità di sostituzione e/o aumento del parco reattori al termine del ciclo vitale degli impianti ancora in funzione. Sono in corso valutazioni per la ripresa del programma nucleare |                    |           |                    |                                      |             |              |